# Веретенников, Александр Порфирьевич
Александр Порфирьевич Веретенников (1870—1936) — чиновник Министерства иностранных дел, гласный Санкт-Петербургской городской думы.

## Биография
Из дворян Санкт-Петербургской губернии. Домовладелец города Санкт-Петербурга. Сын тайного советника Порфирия Алексеевича Веретенникова. Старший брат Алексей — генерал-майор.
По окончании Императорского училища правоведения в 1891 году поступил на службу в Министерство иностранных дел и был причислен к Азиатскому департаменту. В 1893 году был назначен секретарем русского консульства в Яссах (Румыния), а в 1895 году был назначен делопроизводителем VIII класса в Азиатском департаменте. Затем последовательно занимал должности делопроизводителя VII, VI и V класса в Первом департаменте Министерства иностранных дел. В 1912 году был произведен в действительные статские советники и назначен чиновником особых поручений IV класса при министре иностранных дел.
Избирался гласным Санкт-Петербургской городской думы, состоял секретарем Санкт-Петербургского общества призрения неимущих детей (1906—1916) и председателем 3-го городского попечительства о бедных в Петрограде. Был членом ЦК Союза 17 октября.
После Октябрьской революции выехал через Данию в Берлин, где состоял заместителем начальника Офиса русских беженцев, входил в комиссию Земгора по организации помощи голодающим в России. В 1920 году стал членом-основателем и председателем Объединения русских масонов в Вильмерсдорфе, а в 1922 году — членом-основателем берлинской ложи «Великий свет Севера». В 1923 году переехал в Париж, где входил в ложу «Лотос» № 638 Великой ложи Франции и в капитулы Русского совета 33 степени «Астрея» и «Друзья любомудрия».
Умер в 1936 году в Антверпене.

## Награды
- Орден Святого Станислава 2-й ст. (1902)
- Орден Святой Анны 2-й ст. (1905)
- Высочайшее благоволение (1905)
- Орден Святого Владимира 3-й ст. (1915)

Иностранные:
- иерусалимский Золотой крест (1898)
- французский Орден Почетного Легиона, офицерский крест (1899)
- турецкий Орден Меджидие 3-й ст. (1900)
- греческий Орден Спасителя, офицерский крест (1901)
- румынский Орден Короны, командорский крест (1905)
- персидский Орден Льва и Солнца 2-й ст. со звездою (1905)
- сербский Орден Святого Саввы 2-й ст. (1907)
- японский Орден Священного сокровища 2-го класса (1908)
- румынский Орден Звезды, большой офицерский крест (1908)
- турецкий Орден Османие 2-й ст. (1910)
- черногорский Орден Князя Даниила I 2-й ст. (1910)
- сербский Орден Белого орла 3-й ст. (1911)
- итальянский Орден Короны, большой офицерский крест (1911)
- болгарский Орден Св. Александра 2-й ст. (1911)
- бухарский Орден Золотой звезды 1-й ст. (1911)